# C++17
C++17 (ou C++1z) é o nome informal da revisão do padrão ISO/IEC para a linguagem de programação C++ que vem após a revisão C++14. A especificação C++17 atingiu o estágio de rascunho padrão internacional em março de 2017 e não deverá sofrer grandes alterações antes da publicação do padrão final mais tarde no mesmo ano.

## Próximo padrão
- C++20[3][4][5]